# Resia ichthyoides
Resia ichthyoides là một loài thực vật có hoa trong họ Tai voi. Loài này được Leeuwenb. miêu tả khoa học đầu tiên năm 1968.